# Авария на АЭС Три-Майл-Айленд
Авария на АЭС Три-Майл-Айленд (англ. Three Mile Island Accident) — крупнейшая авария в истории коммерческой атомной энергетики США, произошедшая 28 марта 1979 года на втором энергоблоке станции по причине своевременно не обнаруженной утечки теплоносителя первого контура реакторной установки и, соответственно, потери охлаждения ядерного топлива. В ходе аварии произошло расплавление около 50 % активной зоны реактора, после чего энергоблок так и не был восстановлен. Помещения АЭС подверглись значительному радиоактивному загрязнению, однако радиационные последствия для населения и окружающей среды оказались несущественными. Аварии присвоен уровень 5 по шкале INES.
Авария усилила уже существовавший кризис в атомной энергетике США и вызвала всплеск антиядерных настроений в обществе. Хотя всё это и не привело к мгновенному прекращению роста атомной энергетической отрасли США, её историческое развитие было остановлено. После 1979 и до 2012 года ни одной новой лицензии на строительство АЭС не было выдано, а ввод в строй 71 ранее запланированной станции был отменён.
Результаты расследования аварии привели к переосмыслению стандартов безопасности АЭС и роли в ней человеческого фактора. Комиссия по ядерному регулированию США была реорганизована, а надзор за эксплуатацией атомных станций усилен.

## Хронологическое описание аварии

### Аварийная остановка реактора

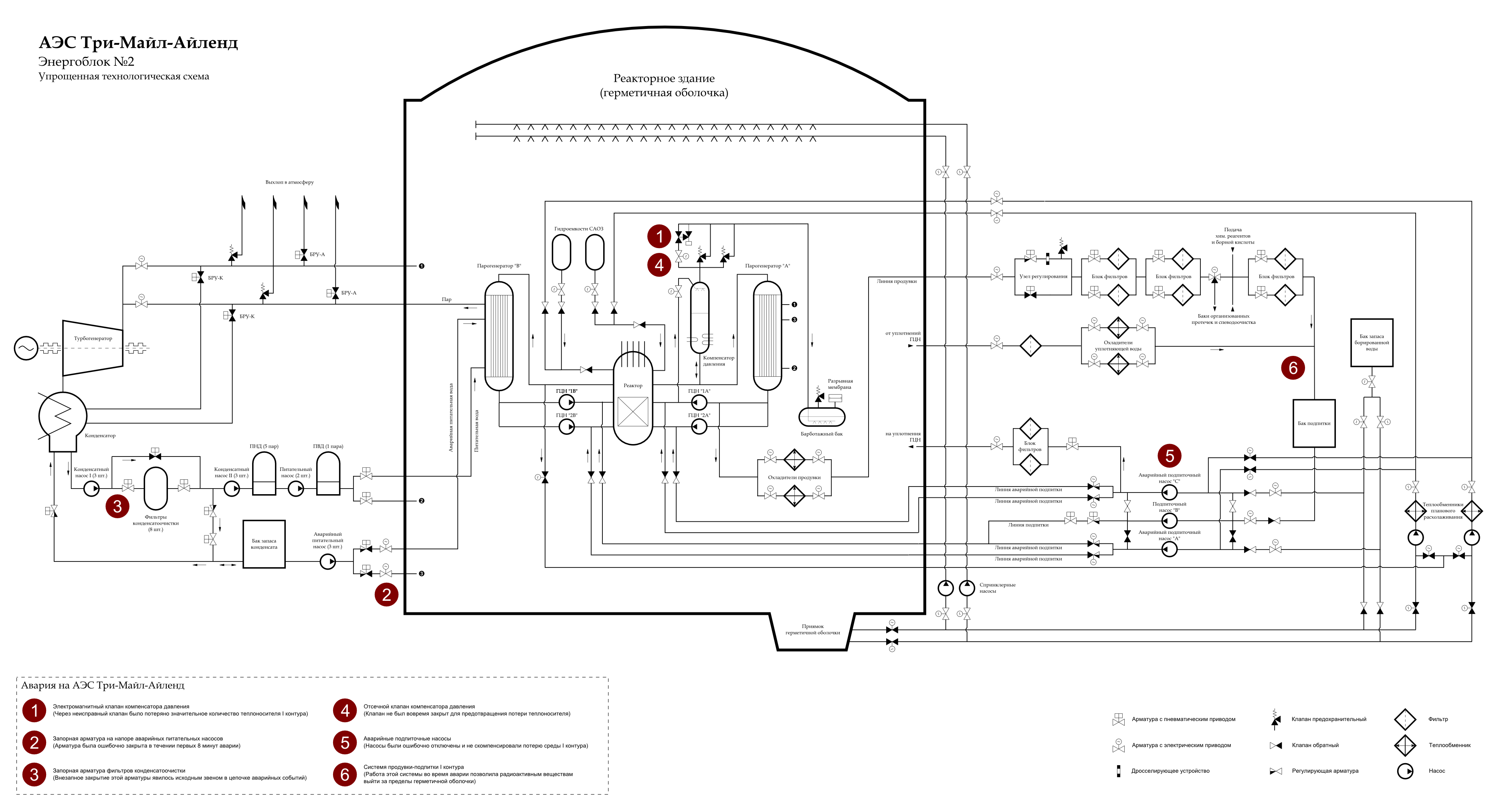
Принципиальная схема АЭС Три-Майл-Айленд

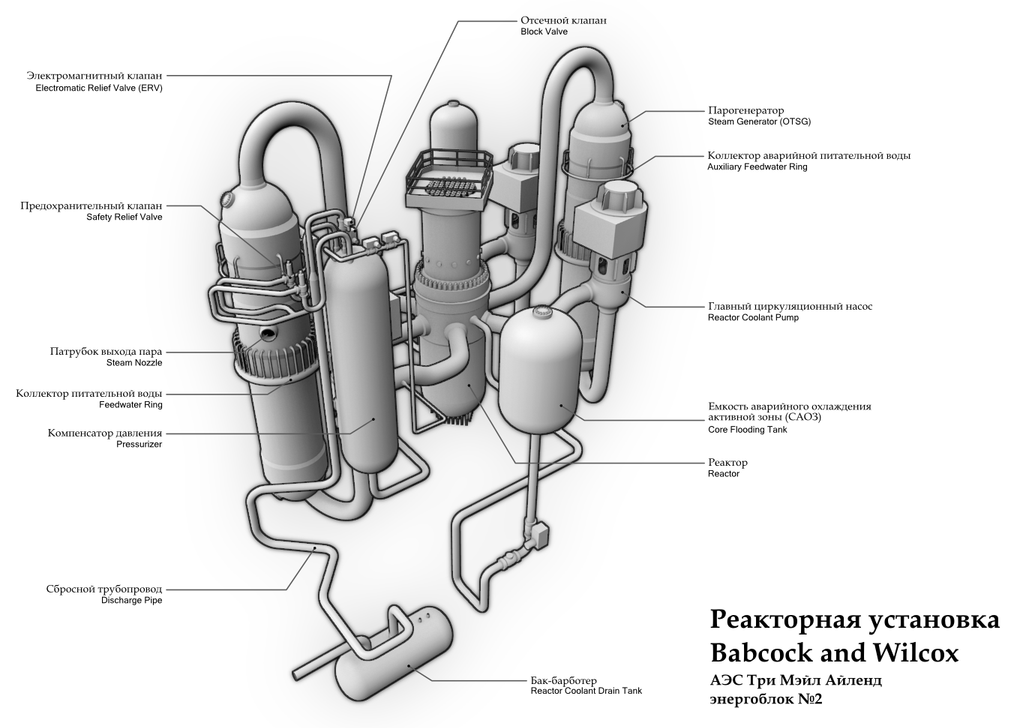
Реакторная установка АЭС Три-Майл-Айленд

В ночь с 27 на 28 марта 1979 года энергоблок № 2 работал на 97 % мощности. Непосредственно перед началом аварийных событий системы энергоблока работали в штатном режиме, за исключением двух известных для персонала проблем. Во-первых, это постоянная небольшая протечка теплоносителя через затвор одного из клапанов компенсатора давления, из-за чего в сбросном трубопроводе держалась повышенная температура, а избыток среды из бака-барботера приходилось сливать примерно раз в 8 часов. Во-вторых, при осуществлении регулярной процедуры выгрузки (замены) ионообменной смолы из фильтра конденсатоочистки второго контура произошло блокирование (закупоривание) смолой трубопровода выгрузки, и около 11 часов предпринимались попытки продуть его смесью сжатого воздуха и воды. Наиболее вероятно, что возникшие при выполнении этой операции неполадки стали первым звеном во всей последующей цепи аварийных событий.
Предположительно, вода от одного из фильтров конденсатоочистки через неисправный обратный клапан попала в систему сжатого воздуха, который использовался в том числе и для управления пневматическими приводами арматуры. Конкретный механизм воздействия воды на функционирование системы так и не был установлен, известно лишь то, что в 04:00:36 (-0:00:01 — время от условной точки отсчёта) произошло неожиданное единовременное срабатывание пневмоприводов и закрытие всей арматуры, установленной на входе и выходе из фильтров конденсатоочистки. Поток рабочей среды второго контура оказался полностью перекрыт, последовательно отключились конденсатные, питательные насосы и турбогенератор. Мгновенно изменился баланс между тепловой мощностью, потребляемой вторым контуром станции, и мощностью, производимой в реакторной установке, из-за чего в последней стали расти температура и давление.
Возможность возникновения подобной аварийной ситуации была учтена при проектировании станции. Для отвода от реакторной установки теплоты, производимой остаточным энерговыделением, была предусмотрена отдельная система аварийной подачи питательной воды в парогенераторы из баков запаса конденсата, в обход основного оборудования второго контура. Персонал также был специально обучен управлению станцией в таких условиях. Переходный процесс занял несколько секунд, за которые автоматически, без участия операторов, произошло следующее:
- 04:00:37 (00:00:00) — остановка турбогенератора;
- 04:00:37 (00:00:00) — запуск насосов системы аварийной подачи питательной воды в парогенераторы;
- 04:00:40 (00:00:03) — срабатывание электромагнитного клапана[примечание 2] компенсатора давления (из-за повышения давления в реакторной установке выше 15,5 МПа);
- 04:00:45 (00:00:08) — срабатывание аварийной защиты реактора (из-за повышения давления в реакторной установке выше 16,2 МПа), остановка самоподдерживающейся цепной ядерной реакции ;
- 04:00:49 (00:00:12) — снижение давления в реакторной установке ниже 15,2 МПа (так как энерговыделение в реакторе снизилось).

Операторам оставалось лишь убедиться в срабатывании автоматики, произвести необходимые переключения в электрической части станции и приступить к контролируемому расхолаживанию реактора. Необходимость последнего обусловлена наличием остаточного энерговыделения: сразу после остановки тепловая мощность реактора достигает 160 МВт, через час снижается до 33 МВт, через десять часов — до 15 МВт, а затем уменьшается сравнительно медленно.

### Утечка теплоносителя

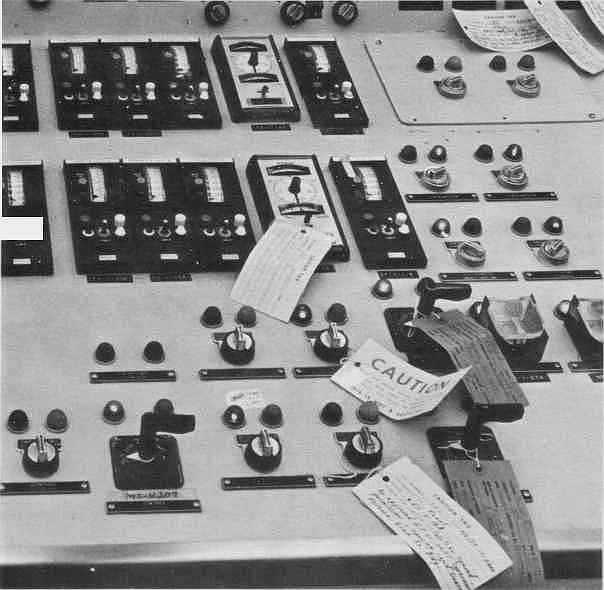
Панель блочного щита управления с ремонтными маркировочными табличками, скрывшими от персонала цветовую индикацию о закрытом положении задвижек на напоре насосов аварийной питательной воды.

В типовом переходном режиме, связанном с внезапным прекращением циркуляции во втором контуре станции, на этот раз существовало несколько отклонений, о которых персонал станции ещё не догадывался. Во-первых, задвижки на напоре аварийных питательных насосов оказались ошибочно закрыты и охлаждение через парогенераторы было временно потеряно (ошибочное состояние задвижек было определено уже через 8 минут и не оказало значительного влияния на последствия аварии). Во-вторых, что гораздо важнее, электромагнитный клапан компенсатора давления по неизвестной причине не закрылся после снижения давления в реакторной установке, и происходила непрерывная потеря теплоносителя из первого контура с расходом приблизительно 50 м³/ч (в перерасчёте на жидкость). Фактически это означало, что на станции имелась нераспознанная персоналом авария, связанная с «малой» течью теплоносителя (в противовес «большой» течи, возникающей при разрыве трубопроводов максимального диаметра).
Действуя по стандартной при аварийной остановке реактора процедуре, операторы предприняли шаги для компенсации ожидаемого уменьшения объёма теплоносителя первого контура: подача воды (подпитка) в реакторную установку была увеличена, а отбор её на очистку (продувка) уменьшен. Несмотря на корректирующие действия операторов, к 04:01:25 (+00:00:48) уровень в компенсаторе давления снизился с номинальных 6300 до 4000 мм, а в 04:02:38 (+00:02:01) давление в реакторной установке упало ниже 11,3 МПа и автоматически включились насосы системы аварийного охлаждения реактора, подающие в первый контур воду под высоким давлением с расходом в 230 м³/ч и предназначенные для компенсации утечек.
Не подозревая о наличии течи и наблюдая быстрый рост уровня воды в компенсаторе давления (7400 мм к 04:04:05 (+00:03:28)), операторы посчитали такую подпитку явно избыточной. Таким образом, в 04:05:15 (+00:04:38) был отключён один из насосов аварийного охлаждения и снижена подача воды в первый контур до 6 м³/ч, кроме того, была предпринята попытка кратковременно увеличить отбор теплоносителя через линию продувки вплоть до 36 м³/ч. Эти действия лишь ухудшили ситуацию, давление продолжило снижаться, и к 04:06:07 (+00:05:30) вода в первом контуре достигла состояния насыщения (кипения) при 9,2 МПа и 305 °C. Образовавшийся в активной зоне пар вытеснял воду в компенсатор давления, создавая иллюзию полного заполнения жидкостью первого контура.
Длительный сброс среды первого контура через неисправный электромагнитный клапан вызвал переполнение бака-барботера, из-за чего в 04:03:50 (+00:03:15) сначала сработал его предохранительный клапан, а затем в 04:15:25 (+00:14:48) произошло разрушение защитной разрывной мембраны, после чего горячая вода и пар стали поступать в помещения гермооболочки.
Примерно к 04:26:00 (+00:25:00) давление в первом контуре достигло значений около 7 МПа. Однако, с точки зрения операторов, состояние реакторной установки казалось относительно стабильным, хотя и необычным. Это обманчивое впечатление сохранялось до тех пор, пока работа главных циркуляционных насосов не стала ухудшаться из-за перекачивания неоднородной пароводяной среды, плотность которой снижалась в результате продолжавшегося кипения теплоносителя. Сильные вибрации вынудили операторов в 05:14:06 (+01:13:29) отключить насосы со стороны парогенератора «B», а в 05:41:22 (+01:40:45) по той же причине были остановлены насосы со стороны парогенератора «A». К этому времени было потеряно около 120 м³ теплоносителя (более 1/3 от объёма первого контура).
После остановки циркуляции в первом контуре произошло разделение жидкой и паровой сред, пар занял верхние участки контура, а граница кипения теплоносителя в реакторе установилась примерно на 1 метр выше верхней плоскости активной зоны. В дальнейшем в результате кипения и сброса среды через электромагнитный клапан уровень в реакторе неуклонно снижался, и уже с 05:52:04 (+01:51:57) началось осушение активной зоны.

### Реакция операторов
Сложившаяся ситуация с течью теплоносителя из верхнего (парового) объёма компенсатора давления не была учтена при проектировании АЭС, и подготовка персонала станции для управления реакторной установкой в таких условиях была недостаточной. Операторы столкнулись с симптомами, которых не понимали: сочетание снижавшегося давления и растущего уровня в компенсаторе давления не было описано в эксплуатационной документации и не рассматривалось при их тренировке. С другой стороны, по мнению комиссии, проводившей расследование, правильное понимание базовой информации, предоставляемой приборами, позволило бы операторам исправить положение.
Основной вклад в развитие аварийной ситуации внесли как неспособность операторов вовремя распознать утечку через неисправный клапан, так и их вмешательство в автоматическую работу системы аварийного охлаждения. Устранение любого из этих факторов превратило бы аварию в сравнительно малозначительный инцидент. С точки зрения безопасности, отключение насосов аварийного охлаждения является более значимой ошибкой, так как всегда можно представить себе случай возникновения протечки которую невозможно устранить закрытием арматуры.
Анализ действий персонала показал неудовлетворительное понимание им основных принципов работы реакторов типа PWR, одним из которых является поддержание достаточно высокого давления в установке для предотвращения вскипания теплоносителя. Обучение операторов было нацелено прежде всего на их работу при нормальной эксплуатации, поэтому, наблюдая конфликтующие симптомы, персонал предпочёл отдать приоритет регулированию уровня в компенсаторе давления, а не обеспечению непрерывной работы системы аварийного охлаждения, способной поддерживать высокое давление в контуре при протечках. Операторы не восприняли всерьёз автоматическое включение системы безопасности ещё и потому, что на Три-Майл-Айленд эта система за последний год срабатывала четыре раза по причинам, никак не связанным с потерей теплоносителя.
Недостатки щита управления и длительная работа станции с неустранёнными дефектами не позволили персоналу быстро определить состояние электромагнитного клапана компенсатора давления. Указателя фактического положения запорного органа клапана предусмотрено не было, а лампа на панели управления сигнализировала лишь о наличии питания на его приводе, соответственно, сигнал указывал на то, что клапан закрыт. Косвенные признаки, такие как повышенная температура в трубопроводе после клапана и состояние бака-барботера также не были восприняты однозначно.
С октября 1978 года, в нарушение нормативов комиссии по ядерному регулированию, энергоблок работал при протечке через затворы электромагнитного или предохранительных клапанов около 1,4 м³/ч (при разрешённом значении в 0,2 м³/ч). И хотя инструкциями на АЭС прямо предписывалось изолировать электромагнитный клапан при повышении температуры за ним свыше 90 °C, этого сделано не было. Персонал привык к высоким значениям температуры и интуитивно (но ошибочно) полагал, что в случае серьёзной протечки температура за клапаном будет более 150 °C, однако за всё время аварии она не превысила этой величины. Срабатывание предохранительных устройств бака-барботера также не осталось незамеченным, но персонал никак не связал это событие с продолжительной утечкой из первого контура, приписав его скачку давления при кратковременном срабатывании электромагнитного клапана в самом начале аварии.
В эксплуатационной документации был определён перечень признаков течи из первого контура, одни из них действительно имели место, например падение давления в реакторной установке, повышение температуры под гермооболочкой и наличие воды на её нижнем уровне. Однако операторов привело в замешательство отсутствие симптомов, которые они считали ключевыми: не было снижения уровня в компенсаторе давления (он, наоборот, возрастал), также не было сигнализации о повышенном уровне радиации в атмосфере гермооболочки (возможно, порог срабатывания датчика был некорректно установлен). Таким образом, даже зная о наличии воды в помещениях гермооболочки, персонал не смог адекватно определить источник её происхождения.

### Разрушение активной зоны

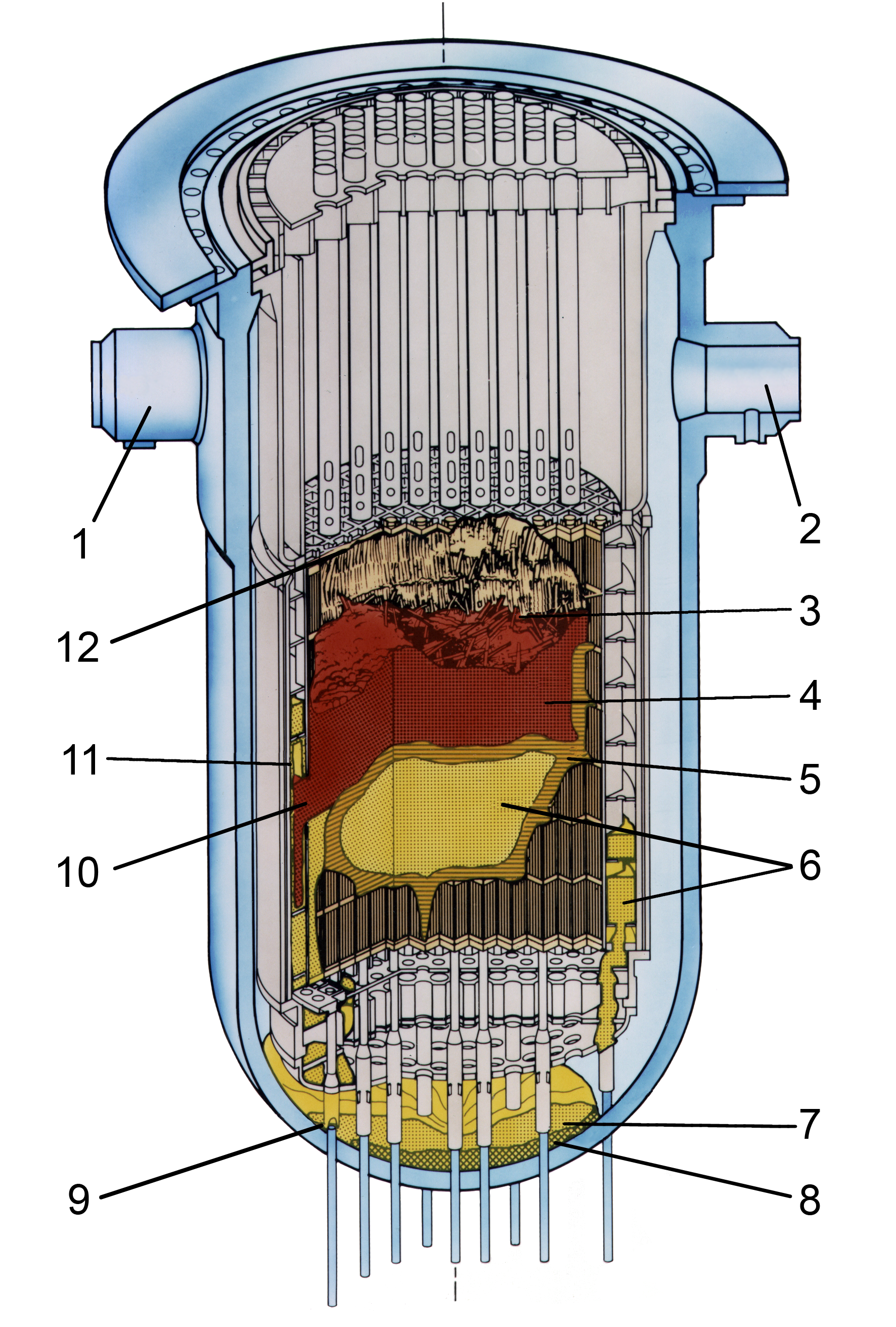
Конечное состояние активной зоны реактора: 1 — вход 2-й петли B; 2 — вход 1-й петли А; 3 — каверна; 4 — верхний слой обломков топливных сборок; 5 — корка вокруг центра активной зоны; 6 — затвердевший расплав; 7 — нижний слой обломков топливных сборок; 8 — вероятный объём расплава, который стёк вниз; 9 — разрушенные гильзы внутриреакторного контроля; 10 — отверстие в выгородке активной зоны; 11 — слой затвердевшего расплава в полостях выгородки; 12 — повреждения плиты блока защитных труб

Прибывший в 6 часов утра персонал следующей смены, благодаря свежему взгляду, смог наконец определить состояние электромагнитного клапана компенсатора давления. В 06:22:37 (+02:22:00) был закрыт отсечной клапан, находящийся на одном трубопроводе с электромагнитным, прекратив утечку. Установив тем самым факт продолжительной потери теплоносителя, операторы должны были приступить к ликвидации аварии, запустив систему аварийного охлаждения, однако по неустановленным причинам это действие не было незамедлительно выполнено .
По случайному совпадению одновременно с закрытием отсечного клапана в 06:22:37 (+02:22:00) приборами радиационного контроля, расположенными под герметичной оболочкой, было зафиксировано первое свидетельство разрушения оболочек твэлов и выхода высокоактивных продуктов деления ядерного топлива за пределы первого контура. При этом температура повреждённых твэлов должна была быть в диапазоне от 760 до 870 °C.
Около 06:30 началось быстрое окисление оболочек твэлов в верхней части активной зоны за счёт пароциркониевой реакции с образованием водорода. При этой реакции выделяется дополнительная теплота и температура твэлов превысила 1825 °C, их оболочки из Циркалоя-4 начали расплавляться. Образовавшаяся расплавленная смесь из топлива, стали и циркония стекала вниз и затвердевала на границе кипения теплоносителя. Ближе к 7 часам утра кипящий теплоноситель покрывал уже менее четверти высоты активной зоны.
Не имея в своём распоряжении приборов, позволявших определить уровень жидкости непосредственно в корпусе реактора, и не осознавая нехватку теплоносителя, операторы попытались возобновить принудительное охлаждение активной зоны. Были предприняты попытки запуска каждого из четырёх главных циркуляционных насосов. Одна из попыток оказалась относительно успешной: запущенный в 06:54:46 (+02:54:09) ГЦН-2B захватил воду, находившуюся в петле циркуляционного трубопровода, и перекачал её в корпус реактора, что позволило ненадолго замедлить рост температуры топлива. Однако нагнетание в перегретую активную зону около 28 м³ воды вызвало её мгновенное вскипание и резкий рост давления в установке с 8,2 МПа до 15,2 МПа, а внезапное охлаждение разогретого топлива привело к «тепловому удару» и охрупчиванию конструкционных материалов. В результате верхняя часть активной зоны, состоящая из серьёзно повреждённых твэлов, потеряла устойчивость и просела вниз, сформировав каверну (пустое пространство) под блоком защитных труб (БЗТ).
Компенсируя возмущение в первом контуре, вызванное последствиями включения ГЦН-2B, операторы в 07:13:05 (+03:12:28) кратковременно открыли отсечной клапан для сброса давления. Затем, по-видимому с целью его поддержания в пределах рабочего диапазона, в 07:20:22 (+03:19:45) примерно на 20 минут была вручную включена система аварийного охлаждения (к этому моменту теплоноситель покрывал не более 0,5 м высоты активной зоны). Хотя охлаждающая вода поступала в реактор, центр активной зоны практически не охлаждался из-за окружавшей его корки из ранее расплавленного и затвердевшего материала, температура расплава достигла 2500 °C и в 07:47:00 (+03:46:23) произошло резкое изменение геометрии активной зоны: жидкая топливная масса из центра активной зоны, содержащая около 50 % её материалов, проплавила окружавшие её конструкции и распределилась в полостях внутрикорпусных устройств и на дне реактора, а пустое пространство под БЗТ увеличилось в объёме до 9,3 м³. Несмотря на то, что температура расплава не достигла точки плавления UO2 (2875 °C), часть керамического топлива всё равно перешла в жидкую фазу при взаимодействии с цирконием и его оксидами.
В 07:56:23 (+03:55:46) произошло очередное автоматическое включение системы аварийного охлаждения реактора, теперь уже по сигналу повышения давления в гермооболочке свыше 0,03 МПа. На этот раз было принято принципиальное решение: не мешать автоматической работе систем безопасности, пока не будет полного понимания состояния реакторной установки. С этого момента процесс разрушения активной зоны был остановлен.

### Возобновление охлаждения реактора
Реакторная установка находилась в состоянии, которое не было учтено при её создании. В распоряжении персонала не было инструментов, позволявших контролировать и ликвидировать подобные аварии. Все последующие действия эксплуатирующей организации носили импровизационный характер и не были основаны на заранее просчитанных сценариях.
Безуспешность попыток запуска главных циркуляционных насосов привела к пониманию того, что в первом контуре имелись области, занятые паром, однако в конструкции реакторной установки не существовало устройств для дистанционного выпуска этих парогазовых пробок. Исходя из этого, было принято решение поднять давление в первом контуре до 14,5 МПа для того чтобы сконденсировать имеющийся пар. Если бы эта стратегия принесла успех, то, по мнению эксплуатирующего персонала, контур оказался бы заполнен водой и в нём бы установилась естественная циркуляция теплоносителя. Из внимания был упущен тот факт, что в реакторной установке находился перегретый пар с температурой около 370 °C и для его конденсации потребовалось бы давление 20 МПа, что превышало допустимое давление для оборудования. Кроме того, в контуре имелось большое количество неконденсирующихся газов, прежде всего, водорода.
С 09:18:37 (+05:18:00) до 09:43:43 (+05:43:06) давление в установке было поднято с 8,6 до 14,8 МПа и затем поддерживалось в течение двух часов на этом уровне путём циклического открытия и закрытия отсечного клапана и сброса паро-водяной смеси в объём герметичной оболочки. Отсутствие признаков эффективного теплоотвода через парогенераторы вынудило персонал отказаться от данной стратегии. С другой стороны, работа насосов системы аварийного охлаждения позволила к 11:00 частично заполнить первый контур до уровня выше активной зоны. Теоретически, запуск в это время главных циркуляционных насосов мог иметь успех, так как в контуре уже имелся значительный запас теплоносителя, но персонал находился под впечатлением предыдущих неудачных запусков и новой попытки предпринято не было.
Единственным эффективным способом охлаждения активной зоны в это время являлась подача холодной борированной воды насосами аварийного охлаждения в реактор и сброс нагретого теплоносителя через отсечной клапан компенсатора давления. Однако такой способ не мог применяться постоянно. Запас борированной воды был ограничен, а частое использование отсечного клапана грозило его поломкой. Дополнительно ко всему, среди персонала уже не было уверенности в полном заполнении активной зоны водой. Все это подталкивало эксплуатирующую организацию к поиску альтернативных методов охлаждения реактора .
К 11:00 была предложена новая стратегия: снизить давление в реакторной установке до минимально возможного. Ожидалось, что, во-первых, при давлении ниже 4,2 МПа вода из специальных гидроёмкостей поступит в реактор и зальёт активную зону, во-вторых, возможно будет включить в работу систему планового расхолаживания реактора, которая работает при давлениях около 2 МПа, и обеспечить этим стабильный теплоотвод от первого контура через её теплообменники.
В 11:39:31 (+07:38:54) отсечной клапан был открыт, и к 13:10:37 (+09:10:00) давление в первом контуре удалось снизить до 3 МПа . При этом из гидроёмкостей в реактор поступило всего 2,8 м³ воды, что составляет менее 5 % от её запаса в гидроёмкостях и эквивалентно лишь объёму, перекачиваемому одним насосом аварийного охлаждения за 1,5 минуты. Тем не менее персонал принял это за свидетельство того, что реактор полностью заполнен водой. Хотя фактически из гидроёмкостей был вытеснен лишь объём воды, достаточный для того, чтобы давление в гидроёмкостях сравнялось с давлением в реакторе. Для вытеснения значительного объёма воды из гидроёмкости потребовалось бы снизить давление в первом контуре примерно до 1 МПа.
Пытаясь достигнуть своей второй цели (включения системы планового расхолаживания), персонал продолжил попытки снижать давление, однако снизить его ниже 3 МПа не удалось. По видимому, это было вызвано тем, что в это время в активной зоне шло кипение теплоносителя, образование пара и, возможно, водорода. За счёт этих процессов давление в первом контуре держалось около 3 МПа даже при непрерывном сбросе среды. В любом случае поставленная цель была принципиально ошибочной, так как система планового расхолаживания не предназначена для работы с первым контуром, лишь частично заполненным жидкостью.
Положительным следствием принятой стратегии явилось то, что большой объём неконденсирующихся газов, прежде всего водорода, был удалён из первого контура в атмосферу защитной оболочки. Таким образом содержание газов в пределах реакторной установки было существенно уменьшено, хотя для этого и не требовалось поддерживать низкое давление так долго. С другой стороны, возможно, в это время имело место повторное осушение части активной зоны, подача охлаждающей воды в реактор была снижена и в целом реакторная установка была близка к состоянию, которое существовало перед закрытием отсечного клапана в 06:22.
Учитывая безуспешность попыток снизить давление в первом контуре до 2 МПа и риск осушения активной зоны, было принято решение вернуться к стратегии восстановления принудительной циркуляции в первом контуре, как к хорошо известному для персонала способу охлаждения реактора. В 17:23:41 (+13:23:04) был запущен дополнительный насос аварийного охлаждения и к 18:56:12 (+14:55:35) давление в реакторной установке достигло 15,6 МПа. В 19:33:19 (+15:32:42) был кратковременно запущен ГЦН-1А, и так как результаты его пробного пуска выглядели весьма обнадёживающе, насос был окончательно включён в 19:50:13 (+15:49:36). Успех в возобновлении принудительной циркуляции теплоносителя был обусловлен тем, что контур уже был достаточно заполнен водой, а газовые пробки были существенно уменьшены при предыдущей попытке снизить давление. Стабильное охлаждение активной зоны было наконец-то восстановлено.
Остаточное энерговыделение в топливе постепенно снижалось, и 27 апреля единственный работающий главный циркуляционный насос был остановлен, после чего в первом контуре установилась естественная циркуляция. К этому времени тепло, производимое работой насоса, в два раза превышало энерговыделение в активной зоне. Уже к вечеру 27 апреля теплоноситель остыл настолько, что было достигнуто состояние «холодного останова» реактора. Только к ноябрю 1980 года тепловыделение в активной зоне упало до столь незначительных величин (порядка 95 кВт), что позволило отказаться от использования парогенераторов. В январе 1981 года реакторная установка была изолирована от второго контура и охлаждалась исключительно за счёт передачи тепла от поверхности оборудования к атмосфере герметичной оболочки.

### Удаление водорода из первого контура
К концу 29 марта стало очевидным, что в теплоносителе первого контура всё ещё имеется большое содержание газов, в первую очередь водорода, образовавшегося ранее при пароциркониевой реакции. По теоретическим подсчётам, выполненным 30 марта, под крышкой реактора скопилось до 10 м³ водорода. Эта информация вызвала в СМИ совершенно беспочвенную панику о возможности взрыва внутри корпуса реактора, тогда как фактически в объёме первого контура отсутствовал кислород, что делало такой взрыв невозможным. Тем не менее из-за риска нарушить циркуляцию в первом контуре от водорода решено было избавиться.
Растворимость водорода в воде падает при снижении давления. Теплоноситель из первого контура отводился через линию продувки в бак подпитки, давление в котором значительно ниже, чем в реакторе, в баке происходила дегазация теплоносителя: газ удалялся в систему газоочистки и по временным трубопроводам под гермооболочку. Использовался также и другой способ: теплоноситель распылялся в компенсаторе объёма (в котором электронагревателями поддерживалась высокая температура) при открытом отсечном клапане, при этом газы удалялись в объём герметичной оболочки. Уже к 1 апреля измерения показали отсутствие газообразного водорода под крышкой реактора.

## Добровольная эвакуация
Тридцатого марта проблема наличия растворённого и газообразного водорода в первом контуре начала давать о себе знать, но согласованной стратегии по решению этой проблемы ещё не существовало. Опасность заключалась в неконтролируемом повышении давления в баке подпитки, где водород выделялся из теплоносителя и скапливался над уровнем жидкости. По решению начальника смены второго энергоблока был проведён сброс давления из бака в систему газоочистки, хотя в последней уже были выявлены серьёзные протечки. Это решение не было заранее согласовано с другими официальными лицами станции. В 8 часов утра с вертолёта, вызванного для проведения радиационного мониторинга, были получены замеры мощности дозы ионизирующего излучения, составившие 1200 миллибэр в час (12 мЗв/ч) в 40 м над вентиляционной трубой станции. Это стало вторым по величине измеренным значением на всём протяжении аварии.
В это время в управлении комиссии по ядерному регулированию существовало серьёзное опасение о вероятности больших выбросов радиоактивности от АЭС. Источником этих выбросов могли стать газгольдеры, накапливавшие в себе радиоактивные газы из системы газоочистки. По информации, располагаемой комиссией, эти газгольдеры были практически заполнены, и в любой момент могли сработать их предохранительные устройства. Теоретические подсчёты показали, что уровень радиоактивного фона при таком сбросе поднимется до 1200 мбэр/ч на уровне земли. По случайности эта цифра совпала со значением, полученным с вертолёта. Комиссия, узнав эту цифру, не сделала никаких попыток связаться со станцией и уточнить конкретную точку замеров либо причину сброса. Информация о переполнении газгольдеров также являлась недостоверной. Тем не менее руководство комиссии по ядерному регулированию сочло нужным выдать губернатору штата Пенсильвания рекомендацию эвакуировать население из района АЭС. По мере прохождения этого указания через различные заинтересованные службы мнения сильно разделились, и в условиях крайне противоречивой информации губернатор Торнберг 30 марта около 12:30 объявил о добровольной эвакуации для беременных женщин и детей дошкольного возраста из района в радиусе 8 км вокруг АЭС.
К двум часам дня, по требованию властей штата и самого президента Картера, руководство комиссии по ядерному регулированию прибыло на станцию, чтобы разобраться со всем на месте. В результате к вечеру 30 марта состоялась совместная конференция губернатора Пенсильвании и представителей комиссии. На этой встрече было официально объявлено, что никакой необходимости в обязательной эвакуации населения нет. Тем не менее губернатор не стал отменять своих ранее выданных рекомендаций.
В связи с противоречивой информацией от СМИ и из-за самого факта появления рекомендации от губернатора, в течение нескольких дней после аварии около 195 000 человек добровольно покинули 32-километровую зону АЭС. Большинство из них расположилось у своих родственников и друзей, лишь малая часть отправилась в специальные эвакуационные центры. Практически все люди вернулись в свои дома через три недели после аварии.

## Расследование и выводы

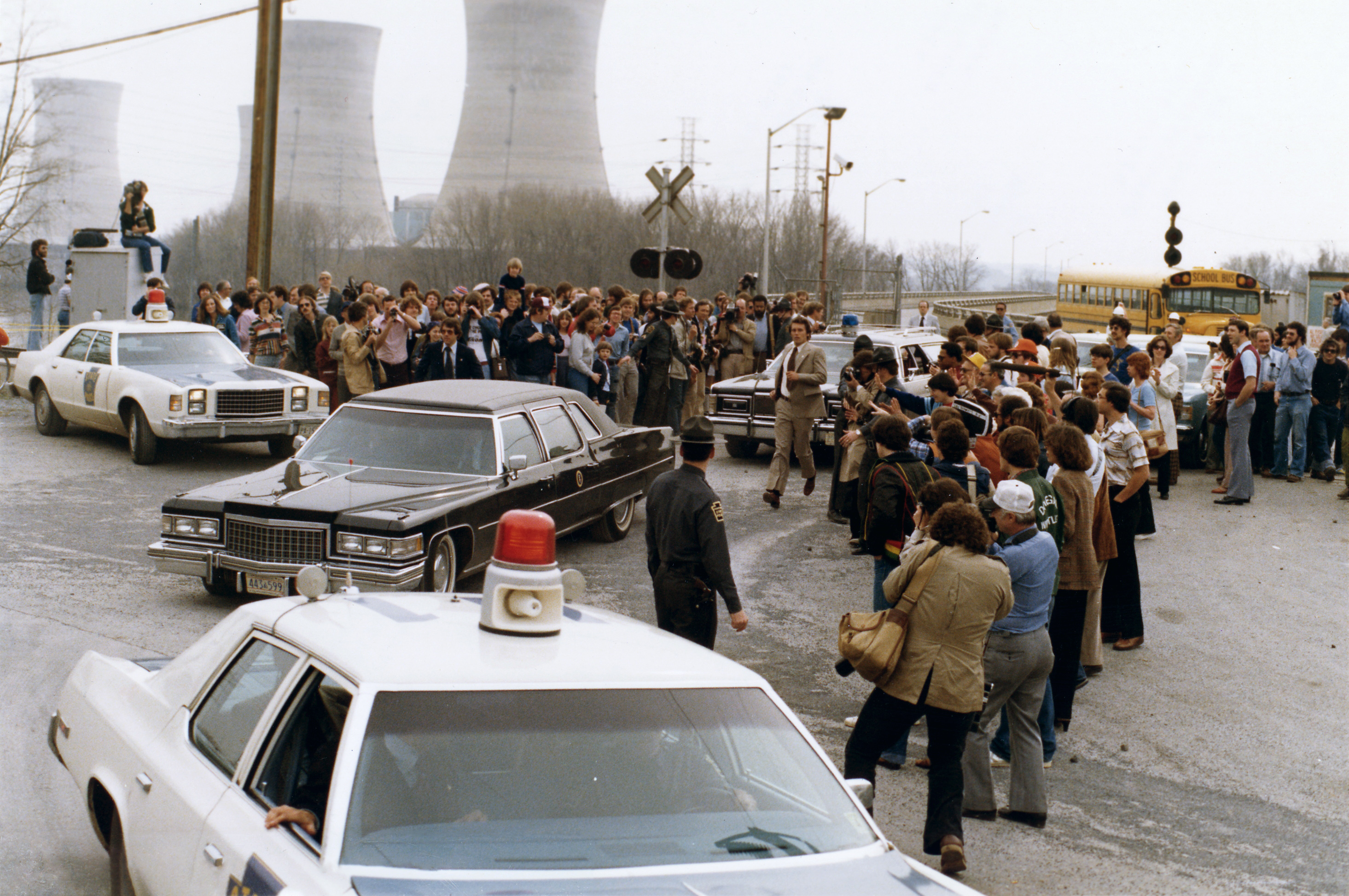
Президент Джимми Картер покидает АЭС Три-Майл-Айленд после личного визита 1 апреля 1979 года.

### Расследование аварии
Авария на АЭС имела широкий общественный резонанс, и для определения её причин и последствий было проведено сразу несколько независимых расследований. Наиболее масштабными из них можно назвать расследование комиссии президента США и специальное расследование комиссии по ядерному регулированию. Другие отчёты по аварии, выполненные комитетом сената США по вопросам окружающей среды, комиссией губернатора штата Пенсильвания и институтом электроэнергетических исследований (EPRI) были ограничены определённой тематикой. С целью минимизации возможного конфликта интересов, комиссия по ядерному регулированию поручила ведение своего специального расследования независимой юридической фирме «Rogovin, Stern & Huge», ранее не имевшей отношения к ядерной энергетике.
В рамках расследования несколько сотен человек дали официальные показания и значительно большее количество лиц было опрошено, в том числе на публичных слушаниях. Рассмотрению подверглась организационная структура эксплуатирующей организации и механизмы принятия решений в аварийных ситуациях. Проанализированы тысячи страниц документации на АЭС. Расследование не ограничилось самой станцией. Отдельное внимание было уделено работе комиссии по ядерному регулированию США, также была оценена готовность различных государственных служб к радиационным авариям. Выводы были сделаны из анализа реакции СМИ и достоверности предоставляемой ими информации. По заказу комиссий были проведены детальные научно-технические экспертизы и исследования в областях ядерной физики, теплогидравлики, эргономики и др. применительно к аварии. Собранный одной только президентской комиссией материал занял более 90 погонных метров библиотечных полок. Интересно, что многие необходимые для анализа произошедшего точные параметры состояния реакторной установки были получены из записей специального диагностического прибора, который лишь случайно не был демонтирован после окончания пусконаладочных работ на станции.

### Основное заключение о причинах и последствиях аварии
Комиссия президента США весьма критично сформулировала свои выводы. По мнению комиссии, для предотвращения таких серьёзных аварий, как на Три-Майл-Айленд, необходимы фундаментальные изменения в организации, процедурах и практиках, и, сверх этого, в положении атомного регулятора, а также всей атомной отрасли. Корень проблем с безопасностью комиссия связала в первую очередь с людьми, а не с техникой, хотя последняя и играет свою немаловажную роль. Под «людьми» здесь понимаются не конкретные личности, а вся «система» которая производит, эксплуатирует и контролирует атомные станции. Комиссия констатировала, что существует множество структурных проблем внутри организаций, недостатков в принятых практиках и проблем с коммуникацией между ключевыми лицами и организациями.
Исходными событиями аварии стали отказы оборудования, однако сами по себе эти отказы не могли привести к столь серьёзным последствиям. Несомненно, тяжесть аварии определили ошибочные действия операторов, в частности им ставилось в вину отключение системы аварийного охлаждения. Комиссия президента США, не отрицая этого факта, попыталась найти фундаментальные причины произошедшего и проанализировала мотивы действий персонала. Основными факторами, приведшими к неадекватным действиям операторов, были названы:
1. Слабая тренировка персонала, недостаточная для управления станцией в аварийных ситуациях.
2. Противоречивая эксплуатационная документация.
3. Опыт предыдущей эксплуатации не был доведён до операторов.

Комиссия констатировала отсутствие «замкнутого цикла» при эксплуатации АЭС: ранее имевшие место инциденты, связанные с безопасностью, хоть и были известны и отчасти изучались, но их анализ не доводился до логического завершения, а полученный в результате анализа опыт не передавался лицам и организациям обязанным его учитывать. Так, факты ошибочного отключения персоналом системы аварийного охлаждения реактора (инцидент на АЭС Дэвис-Бесс 24 сентября 1977 года) были известны производителю реакторной установки, и за 13 месяцев до аварии на Три-Майл-Айленд в Babcock and Wilcox велась внутренняя переписка о необходимости доведения до операторов АЭС чётких рекомендаций по обращению с этой системой. Однако ни одной новой инструкции выпущено не было.
Несмотря на серьёзное загрязнение самой станции, радиационные последствия для населения и окружающей среды оказались крайне незначительными. Практически все радиоактивные вещества остались в пределах АЭС. Основным вредным фактором для населения был назван психологический стресс, вызванный противоречивой информацией из СМИ и рекомендацией губернатора штата о добровольной эвакуации.

### Человеко-машинный интерфейс
Свой вклад в дезориентацию управляющего персонала внесли недостатки блочного щита управления (БЩУ). В целях расследования была на контрактной основе привлечена компания Essex Corporation, участвовавшая в разработке панелей управления космических челноков. Essex выявила серьёзные проблемы с человеко-машинным интерфейсом на АЭС. Замечания касались как логики работы, так и физического расположения приборов и ключей на панелях щита. Так, в первые минуты аварии на БЩУ сработала аварийная сигнализация более чем по ста параметрам, которые никак не были ранжированы по степени значимости. Принтер, печатавший диагностические данные, мог выдавать лишь одну строку в четыре секунды и в итоге отстал на два часа от реальных событий. Во многих случаях ключи управления и индикаторы не были расположены в какой-либо логической последовательности или сгруппированы. Для оценки некоторых критических параметров необходимо было обходить основные панели вокруг и осматривать шкафы управления позади них. Essex Corporation также провела беглую оценку ещё нескольких АЭС и заключила, что проблемы с человеко-машинным интерфейсом имеются не только на Три-Майл-Айленд и, соответственно, могут быть свойственны отрасли в целом.

### Анализ безопасности АЭС
Базовые принципы оценки безопасности АЭС, спроектированных в 1970-е годы, подверглись критике. Как правило, при анализе безопасности этих станций не уделялось внимания последствиям небольших отказов и ошибочных действий персонала. Считалось, что достаточно учесть лишь наиболее тяжёлые аварийные ситуации, например, связанные с разрушением трубопроводов максимального диаметра. При этом подразумевалось, что действия персонала могут лишь улучшить ситуацию, но никак не наоборот. Однако тяжёлые аварии быстротечны и требуют реакции систем автоматики, тогда как мелкие неисправности более зависимы от действий персонала, к тому же вероятность возникновения вторых существенно выше.

### Опасность разрушения корпуса реактора
В 1994 году международное исследование образцов, вырезанных из днища корпуса реактора, показало, что локальный участок днища во время аварии был разогрет до температуры 1100 °C примерно в течение 30 минут. Наиболее вероятно, это произошло в результате растекания топливо-содержащего расплава из активной зоны реактора. По теоретическим подсчётам, при контакте расплава температурой до 2500 °C с корпусом реактора, существовала реальная опасность разрушения последнего во время подъёма давления в установке (что было осуществлено операторами при попытках ликвидировать аварию). Ситуацию спасло то, что днище реактора было засыпано слоем обломков твэлов ещё до стекания расплава вниз, а также включением и стабильной работой системы аварийного охлаждения вскоре после этого события. Эти факторы способствовали охлаждению корпуса реактора и сохранению его прочности.

## Радиационное воздействие на население и окружающую среду
После разрушения оболочек твэлов радиоактивные элементы из топлива поступили в теплоноситель первого контура (его активность составила 20 000 мкКи/см³ против 0,4 мкКи/см³ до аварии), который затем по трубопроводам системы продувки-подпитки вышел за пределы герметичной оболочки и циркулировал через оборудование, расположенное во вспомогательном реакторном здании. Необходимость работы этой системы непосредственно в течение аварии не вполне очевидна, однако затем её использование стало неизбежным с целью удаления водорода из объёма первого контура. В проекте АЭС «Три-Майл-Айленд» была предусмотрена автоматическая изоляция герметичной оболочки путём перекрытия всех пересекающих её трубопроводов. Однако, во-первых, изоляция срабатывала лишь по сигналу превышения давления под оболочкой, независимо от показаний приборов радиационного контроля (гермооболочка была автоматически изолирована только через 4 часа после начала аварии, когда теплоноситель уже был сильно загрязнён). Во-вторых, изоляция герметичной оболочки была вручную отключена операторами, так как, по их мнению, работа системы продувки-подпитки была нужна для управления реакторной установкой.
Радиоактивные материалы, прежде всего газы ксенон-133 и иод-131, через многочисленные протечки в системах продувки-подпитки и газоочистки (несущественные при нормальной эксплуатации) попали в помещения вспомогательного реакторного здания, где были захвачены системой вентиляции и выброшены через вентиляционную трубу. Так как система вентиляции оснащена специальными фильтрами-адсорберами, в атмосферу поступило только небольшое количество радиоактивного йода, тогда как радиоактивные благородные газы практически не были отфильтрованы. Выбросы иода-131 могли бы быть в пять раз меньше, если бы на АЭС вовремя менялись фильтрующие элементы (картриджи в фильтрах были заменены только после аварии в течение апреля 1979 года).
Утечек загрязнённых радиоактивными материалами жидкостей за пределы зданий АЭС в сколь-либо значимых количествах обнаружено не было.
Подсчитанная за период с 28 марта до 8 мая активность выбросов радиоактивного йода составила около 15 Ки. Эти данные были получены при анализе картриджей фильтров-адсорберов, которые периодически заменялись в течение указанного времени. Утечки радиоактивного йода после 8 мая не могли быть сколь-либо значимы ввиду его малого периода полураспада (8 суток). Количество выброшенных радиоактивных благородных газов составило около 2,37 миллиона Кюри (преимущественно 133Xe).
В течение нескольких недель после аварии контроль над радиационной обстановкой вокруг станции был усилен. Максимальные значения мощности излучения в 3 Р/ч (30 мЗв/ч) были зафиксированы 29 марта непосредственно над вентиляционной трубой станции. При удалении от АЭС след быстро рассеивался и при последующих замерах на уровне земли в период со 2 по 13 апреля из 37 контрольных точек только в трёх мощность излучения превышала фоновые значения (максимум 1 мР/ч или 10 мкЗв/ч). Основной объём радиоактивного выброса пришёлся на первые несколько дней после аварии.
Начиная с 28 марта были собраны сотни образцов воздуха, воды, молока, растений и почвы. Хотя в образцах были обнаружены следы цезия-137, стронция-90, ксенона-133 и иода-131, только лишь крайне незначительное количество йода и ксенона можно отнести к последствиям аварии. Найденное количество цезия и стронция было обусловлено скорее результатами мировых испытаний ядерного оружия. Количество всех радионуклидов в исследованных образцах было значительно ниже допустимых концентраций.
В качестве альтернативы инструментальному измерению была предпринята весьма любопытная попытка оценки доз облучения: компанией Kodak из местных магазинов были изъяты упаковки новой фотографической плёнки, которую проверили на наличие подозрительной засветки. Теоретически засветка должна была появиться при получении плёнкой дозы более 5 миллибэр (0,05 мЗв). Анализ плёнок не выявил никаких отклонений от нормы.
Значение максимальной индивидуальной дозы от внешнего облучения, полученное путём теоретических подсчётов и анализа данных радиационного мониторинга, не превысило 100 миллибэр (1 мЗв) (для получения такой дозы человек должен был постоянно находиться в непосредственной близости от АЭС в направлении радиоактивного выброса). Внутреннее облучение от 133Xe и 131I было признано пренебрежительно малым ввиду инертности первого и малого количества второго изотопа.
Средняя доза облучения от радиации, полученная населением (порядка 2 миллионов человек) в результате аварии на АЭС «Три-Майл-Айленд», составила не более чем 1 % от годовой дозы, получаемой в результате фонового облучения и медицинского обслуживания.
Ряд проведённых в 1985—2008 годах исследований в целом подтвердил первоначальные выводы о незначительном влиянии аварии на здоровье населения. Хотя в отдельных областях, расположенных поблизости от АЭС, исследования выявили некоторый рост числа онкологических заболеваний, его невозможно связать напрямую с последствиями аварии.

## Реакция общественности
Начиная с середины 1970-х годов, антиядерное движение в США стало приобретать массовый характер. Проблемы атомной энергетики широко обсуждались и привлекали внимание СМИ. Акции протеста стали проходить зачастую на площадках строящихся атомных станций. Общество всё более беспокоили риски, связанные с размещением АЭС в густонаселённых районах, возможными авариями, радиоактивными отходами и загрязнением окружающей среды.
16 марта 1979 года, за несколько дней до аварии на Три-Майл-Айленд, на экраны кинотеатров вышел фильм «Китайский синдром», сюжет которого строился вокруг проблем с безопасностью на вымышленной АЭС Вентана. По случайному совпадению один из персонажей фильма выразил мнение, что авария на АЭС может привести к радиоактивному заражению территории «размером с Пенсильванию».
Всё это создало почву для того, чтобы после аварии на Три-Майл-Айленд протестное движение приобрело национальные масштабы. По всей Америке прошли демонстрации и марши протеста, на которых присутствовали и известные люди, например, Ральф Нейдер и Джейн Фонда. Так в мае 1979 года антиатомный митинг в Вашингтоне собрал 65 тысяч человек, а на протестную демонстрацию в Нью-Йорке, прошедшую в сентябре этого же года, пришло уже двести тысяч, что сделало её самым массовым протестом на то время. Подобный размах, тем не менее, оказался довольно скоротечным. Последовавшие после аварии ужесточение надзора за АЭС, фактическое прекращение размещения новых станций и, соответственно, медленное угасание атомной отрасли быстро свели протестное движение практически на нет. Фокус общественного внимания переключился с противодействия росту атомной энергетики на другие вопросы, связанные, в частности, с захоронением радиоактивных отходов.

## Влияние на атомную энергетику США

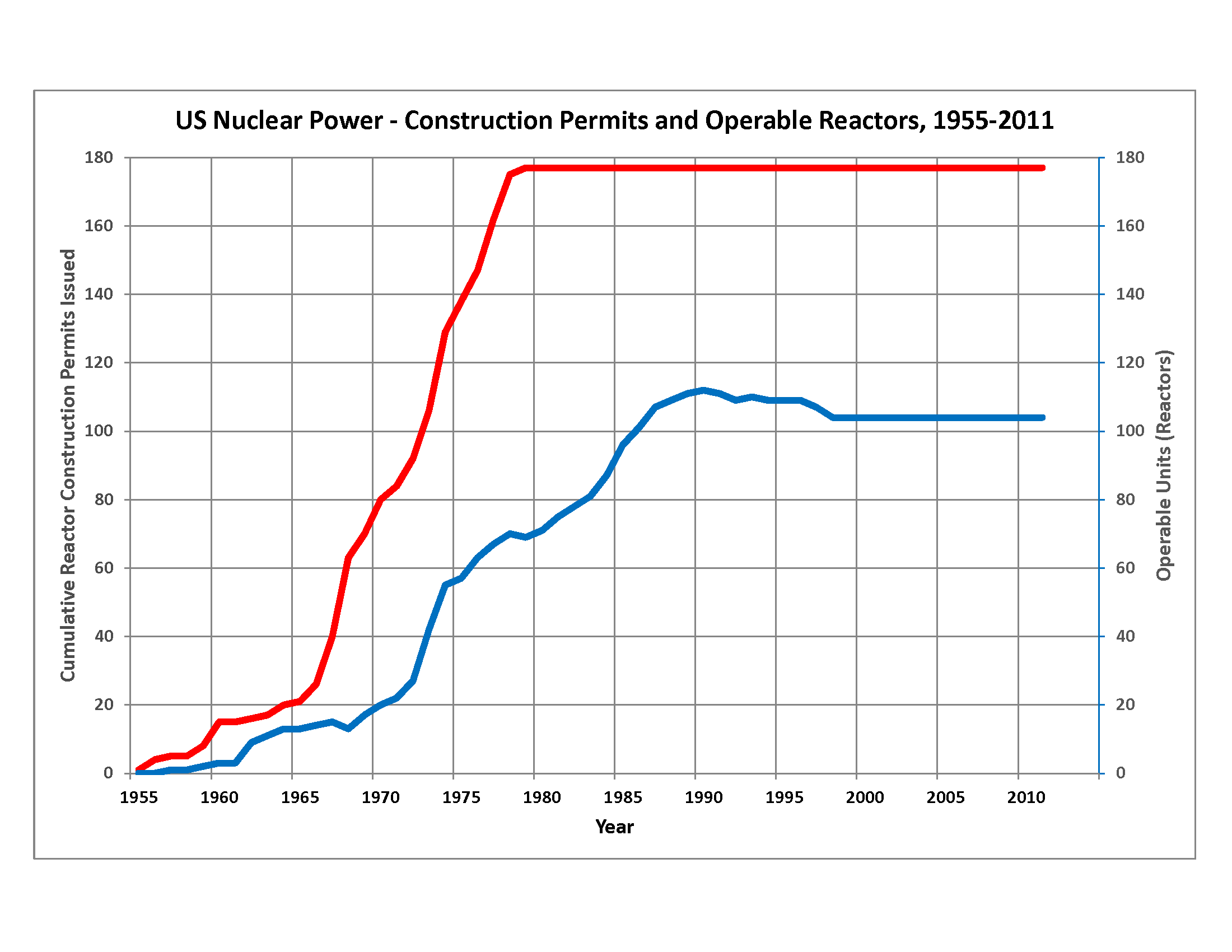
Количество выданных разрешений на строительство (красный график) и количество введённых в эксплуатацию АЭС (синий график), 1955—2011

Авария на АЭС Три-Майл-Айленд усилила уже существовавший в атомной отрасли кризис. К концу 1970-х годов постройка новых АЭС становилась всё менее выгодной для инвесторов при избытке электроэнергии на рынке и всё возрастающей конкуренции с угольными и газовыми станциями. Определённое число строящихся АЭС было заморожено ещё перед 1979 годом. С 1978 года не было запланировано ни одной новой АЭС, а в период с 1979 по 2001 год начатое ранее строительство 71 станции было отменено.
Уроки, извлечённые из аварии на АЭС Три-Майл-Айленд, заставили государственную комиссию по ядерному регулированию США изменить свои приоритеты. Если ранее деятельность комиссии была сосредоточена на выдаче лицензий, то после аварии значительное внимание стало уделяться постоянному надзору на действующих станциях. Стала проводиться систематическая оценка уровня эксплуатации, технического обслуживания и инженерного сопровождения АЭС. Отдельное подразделение было создано для централизованного сбора и анализа данных по эксплуатации. Авария на Три-Майл-Айленд стала очередной вехой в истории развития подхода к обоснованию безопасности АЭС, после которой всё больше внимания стало уделяться вопросам эксплуатации станций в дополнение к анализу проекта и обеспечению качества строительства и изготовления оборудования.
В самой атомной отрасли было создано несколько новых организаций. Это Центр ядерной безопасности (NSAC) и Институт по эксплуатации атомных электростанций (INPO). Их задачами стали разработка и внедрение методов повышения безопасности на АЭС и поддержание высокого уровня квалификации эксплуатирующего персонала.
По результатам расследования на Три-Майл-Айленд, действующим станциям было предписано реализовать более 6400 мероприятий для повышения их безопасности (в среднем по 90 на каждую конкретную АЭС), касающихся как оборудования так и организации эксплуатации. Кроме того, каждая компания, эксплуатирующая АЭС, теперь обязана была в сотрудничестве с местными и федеральными властями разработать детальные планы по эвакуации населения в радиусе 16 км вокруг АЭС. Данное требование послужило поводом для запрета эксплуатации АЭС Шорхэм: правительство штата Нью-Йорк заявило о невозможности эвакуации Лонг-Айленда в случае аварии на этой станции.

## Правовые последствия
За нарушение правил эксплуатации, которые так или иначе повлияли на развитие и исход аварии, на эксплуатирующую АЭС организацию — Metropolitan Edison — был наложен штраф со стороны комиссии по ядерному регулированию. Сумма могла составить 725 000 долларов, однако, по закону, за каждый 30-дневный период штрафные санкции не могли превышать 25 000 долларов. Итоговая сумма в 155 000 долларов была уплачена Metropolitan Edison в феврале 1980 года и считалась крупнейшим штрафом, выписанным ядерным регулятором, на то время. Производитель реакторной установки Babcock and Wilcox тоже был обвинен, но уже в неспособности выявить, обработать и передать владельцу АЭС информацию, критически важную для обеспечения безопасности. Babcock and Wilcox не согласился с выставленными обвинениями, но добровольно уплатил 100 000 долларов штрафа с целью избежать издержек на опротестование обвинений в суде.
Владелец станции — холдинг General Public Utilites (GPU) выставил иск на 500 миллионов долларов против Babcock and Wilcox, обвинив производителя реакторной установки в низком качестве оборудования и в скрытии информации о проблемах с безопасностью на аналогичных АЭС, в частности об инциденте на АЭС Дэвис-Бесс. Разбирательство закончилось в 1983 году подписанием мирового соглашения, по которому Babcock and Wilcox обязалось выплатить 37 миллионов долларов в форме скидок на услуги при работах по дезактивации и удалению топлива на аварийном энергоблоке. Кроме того GPU был выставлен иск на четыре миллиарда долларов к самой комиссии США по ядерному регулированию. Ядерного регулятора обвинили в том, что им не были выявлены соответствующие недостатки при одобрении проекта станции, а также в неспособности донести опыт инцидента на АЭС Дэвис-Бесс до администрации остальных станций с реакторами Babcock and Wilcox. Этот иск был отклонен судами всех инстанций.
Ответственность владельцев АЭС за причиненный вред в результате возможных аварий регулируется законодательством США. В рамках закона Прайса-Андерсона от 1957 года, каждая владеющая АЭС компания платит страховые взносы в американский ядерный страховой пул, из средств которого осуществляются выплаты пострадавшим. Всего таким образом, в связи с аварией на АЭС Три-Майл-Айленд, был выплачен 71 миллион долларов как на сами компенсации пострадавшим так и на оплату сопутствующих издержек по искам. Из них крупнейшими стали выплаты по мировым (досудебным) соглашениям. Это 20 миллионов долларов, выплаченных в 1981 году по искам предпринимателей и физических лиц, понёсших убытки из-за эвакуации или вынужденного простоя; 5 миллионов долларов на создание фонда по исследованию медицинских и психологических последствий аварии; 14,25 миллиона долларов, выплаченных в 1985 году пострадавшим, заявившем о психологическом или физическом ущербе от радиации. Еще около 2000 претензий, по которым не было мирового соглашения, были окончательно отклонены в 2002 году апелляционным судом третьего округа США, в связи с отсутствием убедительных доказательств причинения вреда здоровью в результате радиоактивного выброса.

## Дальнейшая судьба энергоблока

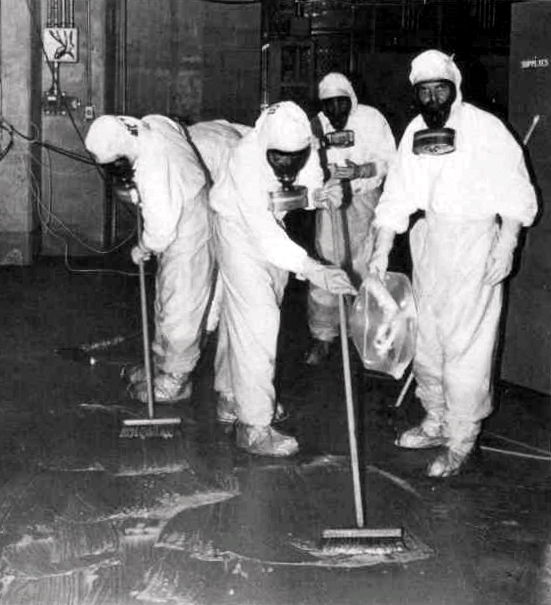
Дезактивация помещений вспомогательного реакторного здания.

В результате аварии ядерное топливо было расплавлено, а помещения и оборудование станции значительно загрязнены радиоактивными веществами. Для приведения станции в безопасное стабильное состояние было необходимо:
- дезактивировать помещения до разумно достижимого уровня;
- удалить из атмосферы герметичной оболочки криптон-85;
- очистить накопившиеся объёмы радиоактивной воды;
- выгрузить из реактора и захоронить ядерное топливо.

После естественного распада короткоживущих изотопов ксенона и йода единственным радиоактивным газом, присутствовавшим в значительных количествах (около 46 000 Ки) под защитной оболочкой, оставался криптон-85 (период полураспада составляет 10 лет). Исходя из инертности криптона-85, который не задействован в биологических цепочках, и отсутствия достаточно эффективных методов по его улавливанию, было решено рассеять его в атмосфере, что было выполнено в течение июня 1980 года путём вентиляции герметичной оболочки.
Первое время после аварии мощность дозы излучения во вспомогательных помещениях станции составляла от 50 мР/ч до 5 Р/ч, а в герметичной оболочке от 225 мР/ч до 45 Р/ч. Во многие помещения нельзя было входить без респираторов, а обходы гермооболочки требовали наличия автономной системы дыхания и нескольких слоёв защитной одежды. Основной целью дезактивации было снижение уровня воздействия вредных радиационных факторов до разумно достижимых значений, позволявших безопасно вести работы по удалению топлива из реактора. Большая часть работ выполнялась традиционными методами — путём смывки и удаления радиоактивных веществ с поверхностей. Однако поверхности помещений, подвергшиеся загрязнению высокоактивным теплоносителем, пришлось дезактивировать путём скалывания слоя бетона и вакуумного удаления образовавшейся пыли. В некоторых помещениях, загрязнение которых не позволяло работать в них людям, использовалась дистанционно управляемая техника — роботы, выполнявшие аналогичную работу.
Одним из уроков проведённой работы стал провал дезактивации в герметичной оболочке. Несмотря на все усилия, к 1982 году мощность излучения снизилась лишь на 22 % по отношению к 1980 году, причём 17 % были обусловлены естественным распадом изотопов. В больших объёмах гермооболочки практически невозможно было контролировать повторное загрязнение ранее очищенных поверхностей из-за воздушного переноса радиоактивных веществ, поднятых при работах на новых участках. В итоге была принята стратегия уменьшения доз персонала за счёт экранирования наиболее загрязнённых объектов и лучшего планирования маршрутов следования и тщательной организации работ.
Так как активная зона реактора была разрушена, то невозможно было воспользоваться штатными средствами извлечения топлива. Над реактором была сооружена специальная поворотная платформа, на которой были установлены манипуляторы, позволявшие выполнять различные операции по удалению материалов активной зоны. Среди них были как простые захваты, так и более сложные механизмы для резки, сверления или гидравлического сбора фрагментов топлива. Работы по извлечению материалов активной зоны начались 30 октября 1985 года, после того как была снята крышка реактора.
Одной из неожиданностей стала высокая и быстро растущая мутность воды первого контура (к февралю 1986 года видимость не превышала 5 сантиметров). Это явление было обусловлено быстрым ростом количества микроорганизмов после снятия крышки реактора и соответственно аэрации воды и наличия яркого освещения. Другим источником загрязнения была коллоидная суспензия, образованная в основном гидроксидами металлов. Эта суспензия содержала настолько мелкие частицы, что они не могли быть эффективно очищены существующими фильтрами. Только к январю 1987 года благодаря применению перекиси водорода для уничтожения микроорганизмов и использованию коагулянтов для борьбы с суспензией удалось снизить мутность воды ниже 1 ЕМ (единица мутности).
Первое время работа заключалась в сборе и удалении обломков с верхней части активной зоны. Так продолжалось до апреля 1986 года, когда верхний завал был разобран и под ним обнаружилась твёрдая корка застывшего расплава. Дальнейшая работа проводилась с помощью буровой установки, которая позволила разрушить топливную массу на подходящие для транспортировки обломки. К ноябрю 1987 года практически все остатки топливных кассет были удалены. Однако значительное количество расплава и обломков скопилось под нижними распределительными решётками внутрикорпусных устройств реактора. Было решено срезать все решётки до самого дна корпуса реактора. Работы проводились под 12-метровой толщей воды при помощи плазменной резки. Официально удаление топлива со станции было завершено в 1990 году. Все извлечённое топливо было упаковано в специальные контейнеры и отправлено на захоронение в национальную лабораторию Айдахо.
При аварии и за время её ликвидации образовались большие объёмы (до 8700 м³) радиоактивной воды. Эта вода была очищена от радионуклидов с помощью ионообменных и цеолитовых фильтров, после чего соответствовала всем нормативам и могла быть сброшена в реку Саскуэханна. Однако на это был наложен запрет из-за протестов населения городов, находящихся ниже по течению реки. В качестве альтернативного решения была сооружена установка по двухступенчатому выпариванию воды, чистый пар (включая 1020 Ки или 37 740 ГБк трития, который практически невозможно отделить) рассеивался в атмосфере, а образовавшийся остаток, содержащий 99,9 % примесей, растворённых в воде, подвергся отверждению и был захоронен как низкоактивные отходы.
Твёрдые радиоактивные отходы, образовавшиеся при ликвидации аварии, такие как, например, фильтрующие материалы, вобравшие в себя все радиоактивные загрязнения из очищаемой воды, были захоронены, в основном, в хранилищах U.S. Ecology (Ричленд, штат Вашингтон) и EnergySolutions (Барнуэлл, штат Южная Каролина).
Общая стоимость всего комплекса работ составила около одного миллиарда долларов США. Эта сумма была  набрана из нескольких источников: из вклада владельца станции — холдинга General Public Utilites (367 млн долл.), страховых выплат (306 млн долл.), вклада других компаний атомной отрасли (171 млн долл.), финансов федерального правительства (76 млн долл.) и налогов штатов Нью Джерси и Пенсильвания (42 млн долл.).
Начиная с 1993 года энергоблок № 2 АЭС «Три-Майл-Айленд» находится в так называемом состоянии «сохранение под наблюдением». Это означает, что:
- ядерное топливо удалено из объёма реакторной установки и вывезено за пределы площадки АЭС;
- дезактивация выполнена в разумно достижимом объёме, дальнейшая дезактивация будет вести лишь к неоправданно высоким затратам (по сравнению с получаемыми результатами);
- достигнутый уровень стабильности и безопасности энергоблока исключает риски для здоровья населения.

В помещениях станции до сих пор имеется повышенный радиационный фон, обусловленный в основном остатками загрязнений в виде долгоживущих изотопов стронция-90 и цезия-137, оставшихся на поверхностях оборудования и строительных конструкций. Также незначительное количество частиц топлива осталось в труднодоступных для удаления участках оборудования и в толще бетона, куда они проникли с водой первого контура.
Окончательная ликвидация энергоблока была запланирована совместно с первым блоком АЭС после завершения его эксплуатации в 2034 году. Однако из-за убыточности дальнейшей работы станции и отказа властей Пенсильвании субсидировать АЭС, она была остановлена в сентябре 2019 года с перспективой перезапуска в 2028 году. В декабре 2020 года второй энергоблок был передан компании EnergySolutions, специализирующейся на ликвидации АЭС и уже достигшей значительного прогресса в демонтаже АЭС Зион. Стоимость ликвидации второго энергоблока АЭС Три-Майл-Айленд оценивается в 1,26 миллиарда долларов с завершением всех работ не ранее 2052 года.